# Sanctus Černý
Sanctus Černý OH (také Sanktus Černý) (? 1724, ? – 26. listopadu 1775, Praha) byl český řádový hudební skladatel.

## Život
Místo ani přesné datum narození není známo. Zdá se být doložené, že to bylo v Čechách a že v roce 1743 vstoupil do Hospitálského řádu svatého Jana z Boha (Řád milosrdných bratří). Hudbu studoval ve Vídni u významného českého skladatele Františka Ignáce Tůmy. Po návratu do Prahy se stal ředitelem kůru a varhaníkem v řádovém kostele sv. Šimona a Judy na Starém Městě. V tomto kostele pak působil až do své smrti.

## Dílo
Sanctus Černý byl věrným žákem Františka Ignáce Tůmy. Stejně jako on představuje hudební styl na přechodu od baroka ke klasicismu. Jeho chrámové skladby byly zřejmě značně oblíbeny, neboť se dochovaly nejen na mnoha pražských kůrech, ale i v Roudnice a na Mělníce.